# Q0906+6930
En astronomie, Q0906+6930 est le blazar le plus lointain jamais observé à ce jour. Il a un décalage vers le rouge de 5,47, équivalent à un temps de regard vers le passé de 12,3 milliards d'années. Il a été découvert en juillet 2004. Les astronomes pensent qu'il contient en son centre un trou noir supermassif d'au moins 2 milliards de masses solaires. L'horizon des évènements du trou noir occuperait un volume d'environ 1 000 fois la taille du système solaire.

## Distance
Avec un décalage vers le rouge de 5,47, la lumière de ce quasar aurait pris environ 12,3 milliards d'années-lumière pour nous parvenir. Mais comme ce quasar s'éloigne de la Terre à une vitesse estimée à 285 803 km/s (la vitesse de la lumière est de 299 792 km/s), la distance actuelle de cette galaxie est d'environ 26 milliards d'années-lumière (7961 Mpc).